# Fjällbäck Bastarden
Fjällbäck Bastarden var ett svenskt militärflygplan. 
Flygplanets grundkonstruktion kom till medan Lars Fjällbäck 1912 genomgick flygutbildning vid Blériots flygskola i Pau Frankrike. 1913 startade Fjällbäck tillsammans med Tord Ångström Svenska Aeroplanfabriken (SAF). Fjällbäck plockade fram sina skisser från Frankrike som utarbetades till riktiga konstruktionsritningar. 
Flygplanet uppvisade vissa likheter med Nieuportflygplanen men var mindre i storlek. Det var av en monoplantyp med en mast som via vajrar bar upp vingens ovansida. Kroppen var tillverkad av svetsade stålrör som kläddes med aluminiumplåt i nospartiet runt motorn och förarplatsen, övriga delar kläddes med duk. Flygplanet var försett med ett fast hjullandställ och en sporrfjäder under fenan. Flygplanet blev färdigt i slutet av 1913, men på grund av att motorn levererades först under våren kunde provflygning ske först under våren 1914. Flygplanet provflögs av Ångström och efter mindre justeringar genomförde man reklamflygningar för Stomatol under sommaren.  
När första världskriget bröt ut 1914 blev civil flygning förbjuden och Fjällbäcks flygplan mobilserades till arméns flygväsende. Det placerades på Malmen där man använde det som ett övningsflygplan. Under 1915 flög Nils Kindberg flygplanet vid infanteriskjutskolan i Rosersberg, där man genomförde försök att kasta ut skjutmål med fallskärmar försedda med tyngder. I november 1916 kasserades flygplanet på grund av slitage.